# Črt Sojar Voglar
Crt Sojar Voglar (født 27. september 1976, i Ljubljana, Slovenien) er en slovensk komponist og lærer.
Voglar studerede komposition og teori på Musikkonservatoriet i Ljubljana. Han underviser som lærer i komposition på Konservatoriet for Musik og Ballet og på Musikkonservatoriet i Ljubljana. Voglar har skrevet fem symfonier, sinfoniettas, orkesterværker, kammermusik, filmmusik, sceneværker, vokalmusik, instrumentalværker for mange instrumenter etc.

## Udvalgte værker
- Symfoni "Stadig klassisk" (1997) - for strygere
- Symfoni (1999) - for strygere
- Symfoni nr. 1 (2006) - for orkester
- Symfoni nr. 2 (2007-2008) - for orkester
- Symfoni nr. 3 (2009-2014) - for orkester
- Lille kammer sinfonietta (1997-1998) - for kammerorkester
- Sinfonietta "Parat" (1999) - for strygere